# Haute École Arc ingénierie
La Haute École Arc ingénierie, qui s'appelait auparavant École d'ingénieurs de l'Arc jurassien (EIAJ), résultat de la fusion des écoles d'ingénieurs du Locle (EICN) et de St-Imier (EISI)), est un établissement d'enseignement supérieur suisse qui fait partie de la Haute école Arc et appartient à la Haute école spécialisée de Suisse occidentale (HES-SO). Son siège est à Neuchâtel, ses autres lieux d'activités sont au Locle, à Delémont, à Saint-Imier et à La Chaux-de-Fonds. Depuis la rentrée 2011, la formation de base est centralisée sur le Campus Arc 2, situé sur le plateau de la gare de Neuchâtel.

## Formation
La Haute École Arc Ingénierie forme des ingénieurs dans les filières et orientations suivantes :
| Filières                                  | Spécialisations                  |
| ----------------------------------------- | -------------------------------- |
| Microtechniques                           | Ingénierie horlogère             |
| Microtechniques                           | Ingénierie biomédicale           |
| Microtechniques                           | Ingénierie industrielle          |
| Informatique et systèmes de communication | Informatique logicielle          |
| Informatique et systèmes de communication | Ingénierie des données           |
| Informatique et systèmes de communication | Systèmes informatiques embarqués |
| Industrial Design Engineering             | Concept and Design Engineering   |
| Industrial Design Engineering             | Mechanical Design Engineering    |

En plus de la formation bachelor ci-dessus, l'école participe à deux masters de la HES-SO: le Master of Science in Engineering (MSE) et le Master of Science in Integrated Innovation for Product and Business Development (Innokick). Elle dispense également des formations continues de type MAS (Master of Advanced Studies) et CAS (Certificate of Advanced Studies), seule ou en collaboration avec d'autres entités, comme :
- MAS en Conception horlogère (MAS-CH)
- MAS en Rapid Application Development (MAS-RAD)

## Recherche
Parallèlement à sa mission formatrice, la Haute École Arc Ingénierie est active dans la recherche appliquée et le développement, autour de quatre centres de compétences :
- Industrial Digitalization & AI
- Smart & Precision Manufacturing
- Sustainable Product Design
- Smart Sensing & Microsystems

La HE-Arc Ingénierie met à disposition de ses clients ses savoir-faire organisés en 11 groupes de compétences, basés à Saint-Imier, à La Chaux-de-Fonds et au Locle.